# Associação Naval 1893
A Associação Naval 1893, mais conhecida como Naval 1893, é um clube de futebol português fundado em 2017, sediado na Figueira da Foz. Os jogos em casa são no Estádio Municipal José Bento Pessoa. Surgiu na sequência da extinção da Naval 1.º Maio, começando o percurso do zero nos campeonatos distritais de Coimbra.

## História
Mergulhada numa profunda crise financeira, a Naval 1.º Maio – que tinha disputado o primeiro escalão do futebol português consecutivamente entre 2005–06 e 2010–11 – foi extinta em 2017.
Logo nesse ano, surgiu a Associação Naval 1893, em agosto, presidida por Paulo Bispo. O objetivo da fundação foi "dar ao concelho da Figueira da Foz, dar aos jovens do concelho, um clube, com organização, com dignidade, para que possam crescer".
No primeiro ano, disputou a 1.ª Divisão da A.F. Coimbra e, logo nessa época de 2017–18, garantiu a subida à Divisão de Honra distrital. Nunca mais saiu do principal escalão do futebol distrital, até que em 2024–25 regressou aos campeonatos nacionais. Para isso, foi campeã da Divisão de Elite da A.F. Coimbra com 57 pontos.
Entretanto, em 2019, Joka Mateus assumiu a presidência, sendo reeleito para o cargo em abril de 2025. Antes, a 18 de novembro de 2023, tinha sido constituída a Associação Naval 1893 – Futebol SDQ, Lda., pelo que a gestão da equipa sénior e dos sub-19 em futebol ficou a cargo de uma sociedade desportiva. Esta ficou com a missão de "prosseguir a história desportiva da Associação Naval 1893, preservando os seus valores e princípios inspirados na Associação Naval 1.º de Maio".
Após consumado o regresso aos campeonatos nacionais, em 2025, Joka Mateus deu uma entrevista ao Jornal As Beiras, revelando a ambição de voltar à Liga Portugal "o mais rápido possível". Explicou, também, que o acionista francês que tem 90 por cento das ações da SDQ foi essencial para chegar a este novo patamar.
A Naval 1893 joga no Estádio Municipal José Bento Pessoa, na Figueira da Foz. Em 2019, o relvado natural foi substituído por um novo sintético.